# Wiz Kudowor
Wiz Kudowor est un artiste contemporain du Ghana.

## Biographie
Né le 19 septembre 1957, Wiz Kudowor a étudié au College of Art, University of Science and Technology, Ghana. Il a obtenu son diplôme en 1981 avec une mention très bien en beaux-arts. Il a conçu et exécuté des œuvres publiques au Ghana, notamment une peinture murale en relief au Kwame Nkrumah Memorial Park. Ses œuvres font partie de collections publiques et privées, notamment de l'Artists Alliance Gallery de Labadi, à Accra'.

## Prix
- Prix de bronze à la Triennale d'Osaka 2001[3].